# Pearsonia cajanifolia
Pearsonia cajanifolia là một loài thực vật có hoa trong họ Đậu. Loài này được (Harv.) Polhill miêu tả khoa học đầu tiên.